# صادق آل محمد
صادق آل محمد کتابی از محمود منشی است که در سال ۱۳۴۷ منتشر و برندهٔ جایزه کتاب سال سلطنتی شد.